# Nicolas Bruno
Nicolas Martin Bruno (* 24. Februar 1989 in Buenos Aires) ist ein argentinischer Volleyballspieler.

## Karriere
Bruno begann seine Karriere 2005 beim argentinischen Club Atlético Boca Juniors (CABJ) in Buenos Aires. In der Saison 2008/2009 spielte er bei Mendoza Volley. Zur gleichen Zeit kam er in der Junioren-Nationalmannschaft zum Einsatz. 2009 kehrte der Außenangreifer, der auch einen spanischen Pass besitzt, zurück zu den Boca Juniors. Mit dem Verein gewann er 2011 den argentinischen Pokal. 2011 spielte er mit der Argentinischen Nationalmannschaft bei den Panamerikanischen Spielen und im World Cup. Mit Argentinien erreichte er bei den Olympischen Spielen 2012 das Viertelfinale. Nach dem Turnier 2012 wechselte er zu Buenos Aires Unidos Mar del Plata.
Von 2013 bis 2014 spielte Bruno bei der italienischen Mannschaft Sieco Service Ortona und gehörte dort zu den besten Spielern. Von 2014 bis 2016 spielte er im argentinischen Club Bolívar Voley in San Carlos de Bolívar in der Provinz Buenos Aires. Von 2016 bis 2018 spielte Bruno bei der belgischen Mannschaft des 1960 gegründeten Volleyball-Clubs VC Greenyard Maaseik in Maaseik.
Von 2018 bis 2021 spielte Nicolas Bruno als Spieler mit der Spielernummer 10 beim türkischen Verein Spor Toto Spor Kulübü in Ankara.
Nicolas Bruno ist 1,87 Meter groß und 85 Kilogramm schwer.